# Medophron nigriceps
Medophron nigriceps là một loài tò vò trong họ Ichneumonidae.